# Jan Opsomer
Jan Opsomer (* 1966) ist ein belgischer (flämischer) Klassischer Philologe und Philosophiehistoriker auf dem Gebiet der antiken Philosophie.
Nach dem Besuch des Heilig-Hartcollege in Heusden-Zolder, Provinz Limburg, Belgien (1978–1984) studierte Opsomer Klassische Philologie an der Katholieke Universiteit Leuven. Dort erwarb er 1986 die kandidatuur (Äquivalent des B.A.), 1988 die licentie (Äquivalent des M.A.) und 1990 ein Diplom in Literaturtheorie. Promoviert wurde er ebendort 1994 mit einer Dissertation unter dem Titel Geschiedenis van het platonisme en Plato-exegese in Plutarchus’ Quaestiones Platonicae.
Bereits von 1988 bis 1994 war er wissenschaftlicher Mitarbeiter an der Katholieke Universiteit Leuven. Nach der Promotion und einem Postdocstipendium (1994/1995) war er Postdocstipendiat des Fonds voor Wetenschappelijk Onderzoek am De Wulf – Mansion Centre for Ancient, Medieval and Renaissance Philosophy (1995–2000). Es folgte ein Jahr als Assistant Professor an der University of South Carolina (2001/2002), bevor er eine C3-Professur an der Universität zu Köln antrat (2003–2010). Im Jahr 2010 wurde er schließlich auf eine Professur am Institut für Philosophie seiner alma mater, der Katholieke Universiteit Leuven berufen. Er ist zugleich Mitglied des De Wulf – Mansion Centre. Gastprofessuren führten ihn an das King’s College London, das Institute of Classical Studies, London, die Humboldt-Universität Berlin (Topoi), die Universität Lausanne, die École pratique des hautes études in Paris und an die Universität La Sapienza in Rom. 2022 wurde Opsomer zum Ehrendoktor der Universität Athen ernannt.
Opsomer forscht zur Geschichte des antiken Platonismus, zum Mittelplatonismus, insbesondere zu Plutarch, und zum Neuplatonismus und den antiken Kommentatoren, insbesondere zu Plotin und Proklos. Gegenwärtig (2021–2025) arbeitet er an einem Projekt zur Rolle der Kritik des Aristoteles an Platon in der Entwicklung des antiken Platonismus.

## Schriften (Auswahl)
- Geschiedenis van het platonisme en Plato-exegese in Plutarchus’ Quaestiones Platonicae. Dissertation, Katholieke Universiteit Leuven, 1994.
- In Search of the Truth. Academic Tendencies in Middle Platonism. (Verhandelingen van de Koninklijke Academie voor Wetenschappen, Letteren en Schone Kunsten van België, Klasse der Letteren, Nr. 163). Brussel, 1998. – Rezension von Stephen Menn, Bryn Mawr Classical Review 2003.08.19
- mit Carlos Steel: Proclus, On the Existence of Evils. Translation with Introduction and Notes. (The Ancient Commentators on Aristotle, 49). Duckworth, London – Cornell University Press, Ithaca 2003. – Rezension von Wayne Hankey, Bryn Mawr Classical Review 2003.12.07
- mit Carlos Steel: Proclus, Ten Problems concerning Providence. (The Ancient Commentators on Aristotle, 96). Bristol Classical Press, London 2012, ISBN 9780715639245.
- Plutarch, Dialog über die Liebe. Amatorius. Eingeleitet, übersetzt und mit interpretierenden Essays versehen von Herwig Görgemanns, Barbara Feichtinger-Zimmermann, Fritz Graf, Werner G. Jeanrond und Jan Opsomer. (SAPERE, Band 10). Mohr Siebeck, Tübingen 2006; 2., korrigierte und erweiterte Auflage (UTB 3501), 2011.
- (Hrsg. mit Mauro Bonazzi): The Origins of the Platonic System. Platonisms of the Early Empire and their Philosophical Contexts. (Collection d’Études Classiques, 23). Peeters – Société des Études Classiques, Louvain – Namur – Paris – Walpole, MA, 2009.
- (Hrsg. mit Marcel van Ackeren): Selbstbetrachtungen und Selbstdarstellungen. Der Philosoph und Kaiser Marc Aurel im interdisziplinären Licht. Meditations and representations. The philosopher and emperor Marcus Aurelius in an interdisciplinary light. Akte des Interdisziplinären Kolloquiums Köln 23. bis 25. Juli 2009. (Schriften des Lehr- und Forschungszentrums für die antiken Kulturen des Mittelmeerraumes – Centre for Mediterranean Cultures [ZAKMIRA], 9). Ludwig Reichert Verlag, Wiesbaden 2012, ISBN 978-3-89500- 929-7.
- (Hrsg. mit Geert Roskam und Frances B. Titchener): A Versatile Gentleman. Consistency in Plutarch’s Writing. Studies offered to Luc Van der Stockt on the occasion of his retirement. Leuven University Press, Leuven 2016.
- Die pagane Theologie des Philosophen Salustios. Herausgegeben von Detlef Melsbach. Eingeleitet, übersetzt und mit interpretierenden Essays versehen von Nicole Belayche, Robbert M. van den Berg, Adrien Lecerf, Detlef Melsbach und Jan Opsomer. (SAPERE, Band 41). Tübingen 2022, ISBN 978-3-16-157667-6.